# Rudgea vallis
Rudgea vallis är en måreväxtart som först beskrevs av Paul Carpenter Standley och Julian Alfred Steyermark, och fick sitt nu gällande namn av Charlotte M. Taylor. Rudgea vallis ingår i släktet Rudgea och familjen måreväxter. Inga underarter finns listade i Catalogue of Life.